# Jean-André Rixens
Jean-André Rixens est un peintre français né le 30 novembre 1846 à Saint-Gaudens et mort le 21 février 1925 à Paris.

## Biographie
Jean-André Rixens est né à Saint-Gaudens (Haute-Garonne) en 1846, d'un père artisan cordonnier. Il fréquente le collège de Saint-Gaudens et, en 1860, entre à l’École des beaux-arts de Toulouse. Il commence alors à peindre des enseignes commerciales et des copies de tableaux pour financer ses études. En 1866, avec La Mort d’Alcibiade, il obtient le second grand prix de la Ville de Toulouse, récompense dotée d’une bourse d’étude qui lui permet de poursuivre pendant trois ans son apprentissage à l’École des beaux-arts de Paris où il a pour professeur le peintre Adolphe Yvon (1817-1893), un spécialiste de la peinture d’histoire militaire. Il donne des cours particuliers, travaille pour la maison Goupil, spécialisée dans la reproduction de tableaux, et réalise des dessins sur bois pour la maison Hachette et quelques portraits.
En 1867, Rixens est admis dans l’atelier de Jean-Léon Gérôme (1824-1904), où il complète et achève son éducation artistique. Il se lie d’amitié avec le peintre Alfred Roll (1846-1919), autre figure importante du milieu artistique sous la Troisième République. Son objectif à cette période est d'obtenir le prix de Rome. Il y concourt pour la première fois en 1870, sans succès, avec La Mort de Messaline. En 1873, il obtient le deuxième second grand prix avec Super Flumina Babylonis que l’État achète et envoie à Saint-Gaudens à la demande du député Marc de Lassus.
L'artiste assure ensuite sa reconnaissance avec des tableaux d’histoire comme La Mort de Cléopatre (Toulouse, musée des Augustins), Le Cadavre de César (Niort, musée Bernard-d'Agesci), ou La Mort d’Agrippine (musée des Beaux-Arts de Béziers).
Il fait le voyage en Italie (Florence et Rome).
Dans les années 1880, la situation matérielle de Rixens s’améliore et sa notoriété s’affirme. Il participe aux expositions privées organisées par le Cercle artistique et littéraire de la rue Volney et aux expositions internationales qui fleurissent au XIXe siècle. Des journaux à grand tirage comme L'Illustration popularisent ses œuvres : les commandes sont alors plus nombreuses et il se fait une spécialité du portrait. Il en réalise environ 170. Son naturalisme s’affirme par ailleurs.
Entre 1886 et 1887, deux grandes compositions assurent sa notoriété : Don Juan aux enfers, inspiré des Fleurs du Mal de Charles Baudelaire, et La Fonderie (Paris, Petit Palais). Il obtient la médaille d’or à l’Exposition universelle de 1889.
Avec Ernest Meissonier, Pierre Puvis de Chavannes et Auguste Rodin, il prend part à la fondation de la Société nationale des beaux-arts qui organisera désormais un Salon annuel, rival de celui de la Société des artistes français, menée par William Bouguereau.
Il achète une propriété en Normandie, haut lieu de la peinture française. En 1888, il épouse Eugénie Poumian de qui il aura trois filles : Carmen, Paulette et Léa.
Républicain convaincu, il participe à la décoration de monuments publics lancée par la Troisième République. Ainsi, entre 1896 et 1904, sous la direction de l’architecte Paul Pujol, il réalise trois sujets militaires dans la salle des Illustres au Capitole de Toulouse : La Sortie des gardes mobiles de la Haute-Garonne de la place de Belfort, le 18 février 1871 (1896), La Ville de Toulouse offrant son épée à la France (plafond de 1897) et L’Entrée du général Dupuy au Caire (1904).
Il est nommé chevalier de la Légion d'honneur en 1889.
Durant la Première Guerre mondiale, il se réfugie à Saint-Bertrand de Comminges où il restaure l’ancien palais épiscopal. À partir de cette époque, il s’adonne surtout à la peinture de paysage. Il réalise le Monument aux morts de Saint-Bertrand de Comminges après 1918.
Jean-André Rixens meurt à Paris en 1925. 

## Œuvres
- Autoportrait, 1871, fusain, Saint-Gaudens, Le Musée - Arts & Figures des Pyrénées Centrales.
- Super flumina babylonis, 1873, Saint-Gaudens, Le Musée - Arts & Figures des Pyrénées Centrales[2].
- Gustave de Sède, Baron de Sède de Lieoux, 1874, Saint-Gaudens, Le Musée - Arts & Figures des Pyrénées Centrales.
- Madame de Sède, Baronne de Sède de Lieoux, 1874, Saint-Gaudens, Le Musée - Arts & Figures des Pyrénées Centrales.
- Mort de Cléopâtre, 1874, Toulouse, musée des Augustins[3].
- Les Sœurs Louise et Henriette Thévenin, 1879, Saint-Gaudens, Le Musée - Arts & Figures des Pyrénées Centrales.
- Vieux Paysan espagnol en prière, 1881, Toulouse, musée des Augustins[4].
- Mort d'Agrippine, exposée au salon de Bruxelles de 1881[5].
- Jeune Femme au bouquet de roses dit aussi Portrait de Mademoiselle Delagrange, 1884, Saint-Gaudens, Le Musée - Arts & Figures des Pyrénées Centrales.
- Portrait de la Mère de l'artiste, 1885, Saint-Gaudens, Le Musée - Arts & Figures des Pyrénées Centrales[6] .
- Portrait de Jules Delsart, 1886, Valenciennes, musée des Beaux-Arts[7].
- Laminage de l’acier, enfournement et défournement des lingots (établissements de Wendel à Hayange), 1887, Le Creusot, écomusée du Creusot-Montceau.
- Un jour de vernissage au palais des Champs-Élysées, Salon de 1890, huile sur toile, 110 × 170 cm, Athènes, Pinacothèque nationale[8].
- L'Aveugle de Saint-Aventin, 1891, Saint-Gaudens, Le Musée - Arts & Figures des Pyrénées Centrales.
- Portrait de Jeanne Samary, 1892, Toulouse, musée des Augustins[9].
- Chanteur populaire, 1893, Pau, musée des Beaux-Arts[10].
- Les Artilleurs mobiles de Toulouse quittent Belfort avec les Honneurs de la Guerre 1871, 1896, Capitole de Toulouse, salle des Illustres.
- L'Entrée de Dupuy au Caire, 1899, Capitole de Toulouse, salle des Illustres.
- Toulouse coopérant à la Défense Nationale, Capitole de Toulouse, salle des Illustres.
- Louis Pasteur reçu dans le grand amphithéâtre de la Sorbonne pour son jubilé, le 27 décembre 1892, 1902, Paris, musée Pasteur[11].
- Le Philosophe, 1904, Toulouse, musée des Augustins[12].
- Portrait de Martial Durrieu, 1905, huile sur toile, 46 x 38 cm. Nemours, Château-Musée.
- Portrait de Georges Paul Manceau, 1913, Saint-Gaudens, Le Musée - Arts & Figures des Pyrénées Centrales[13].
- Le Pont de Saint-Béat, Saint-Gaudens, Le Musée - Arts & Figures des Pyrénées Centrales.
- Paysans guidant les bœufs, Saint-Gaudens, Le Musée - Arts & Figures des Pyrénées Centrales.

Œuvres de Jean-André Rixens
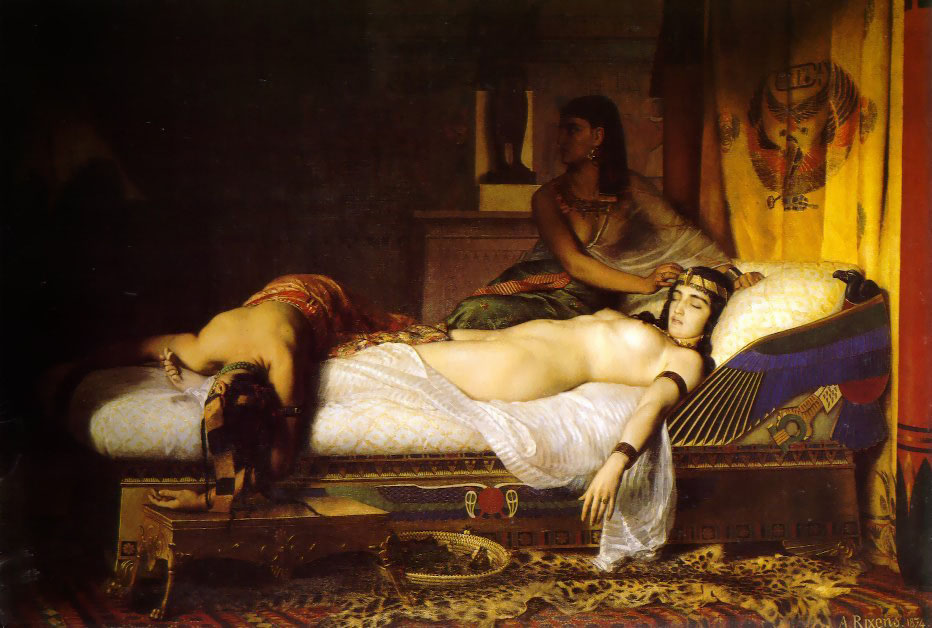
La Mort de Cléopâtre (1874), Toulouse, musée des Augustins.
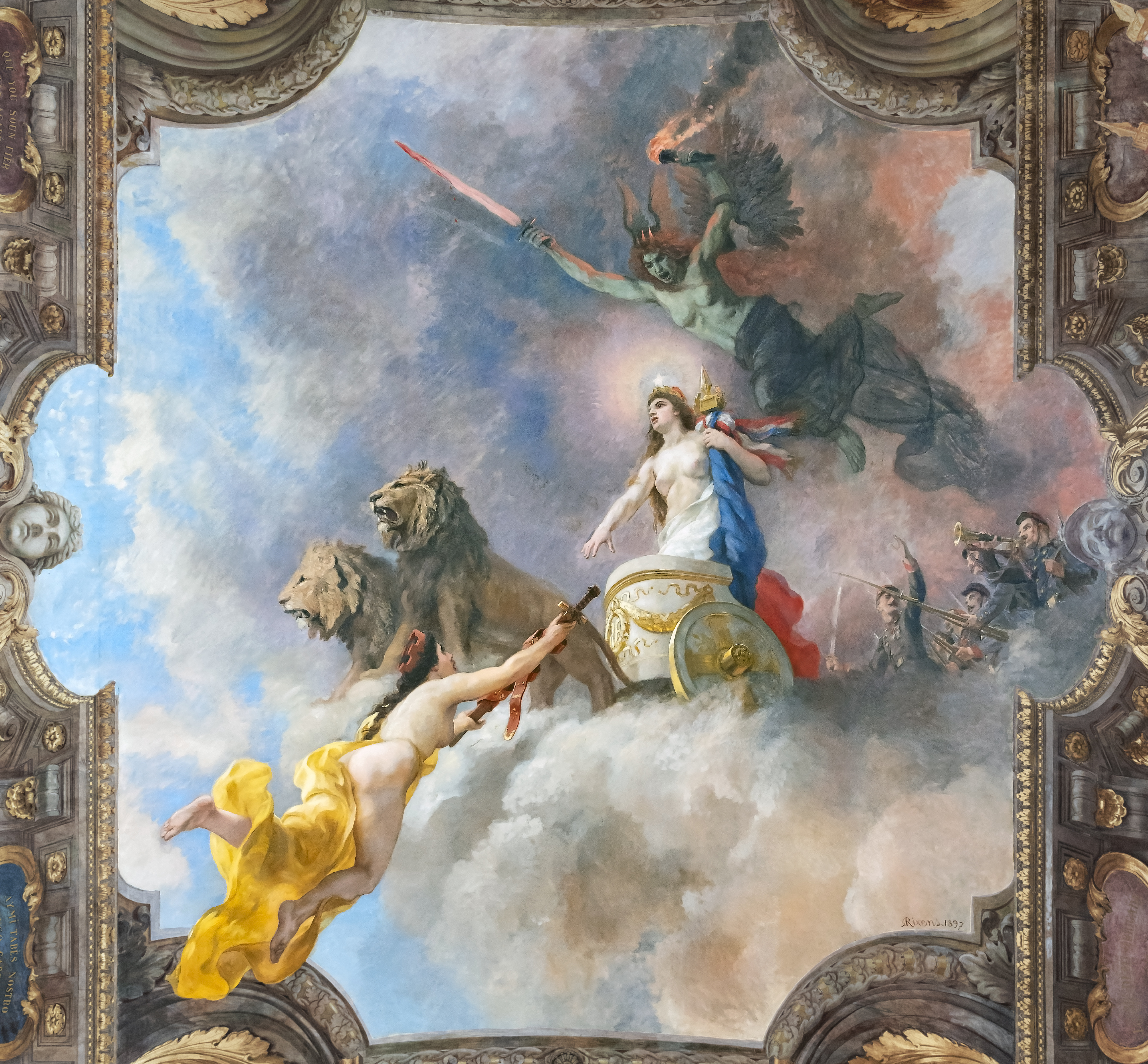
Toulouse coopérant à la défense nationale (1897), Capitole de Toulouse.
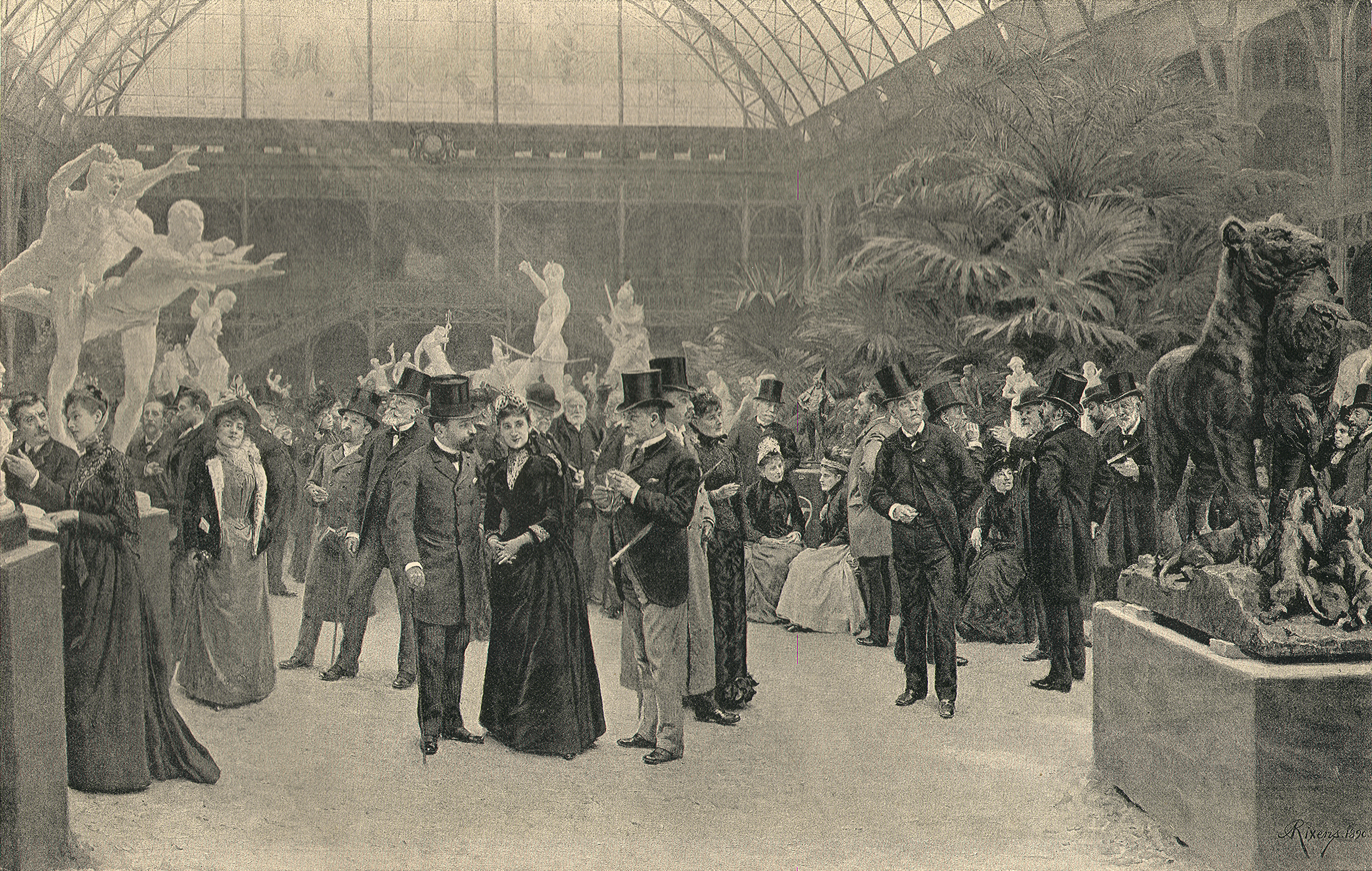
Un Jour de vernissage au palais des Champs-Élysées (Salon de 1890), localisation inconnue.
Les Artilleurs mobiles de Toulouse quittent Belfort (1896), Capitole de Toulouse.
Entrée du Général Dupuy au Caire (1899), Capitole de Toulouse.
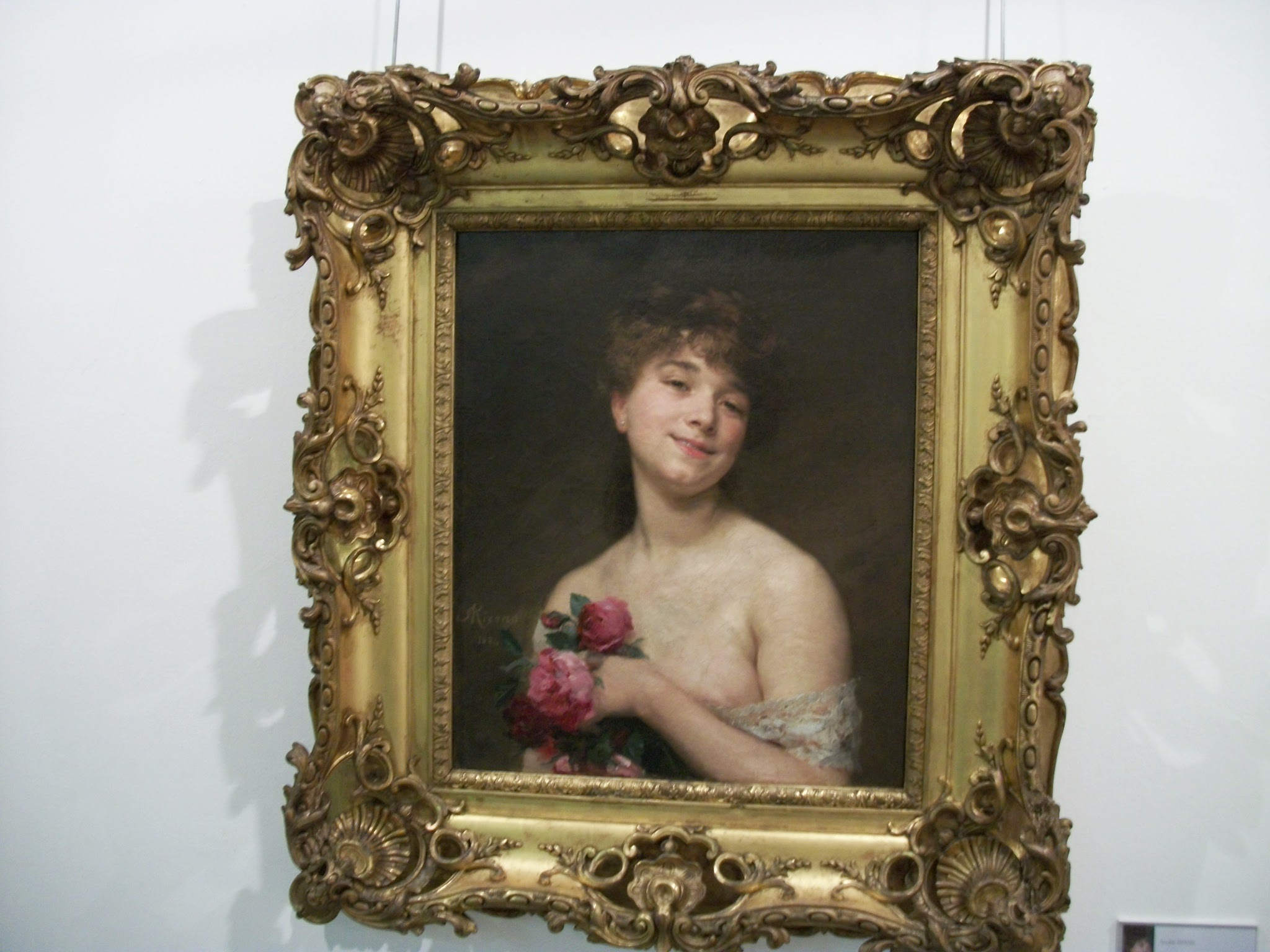
Coquetterie, Mademoiselle Delagrange, Saint-Gaudens, Le Musée - Arts & Figures des Pyrénées Centrales.

Vues de l'atelier de Jean-André Rixens, rue Mogador à Paris. Reproductions de photographies anonymes. Saint-Gaudens, Le Musée - Arts & Figures des Pyrénées Centrales.
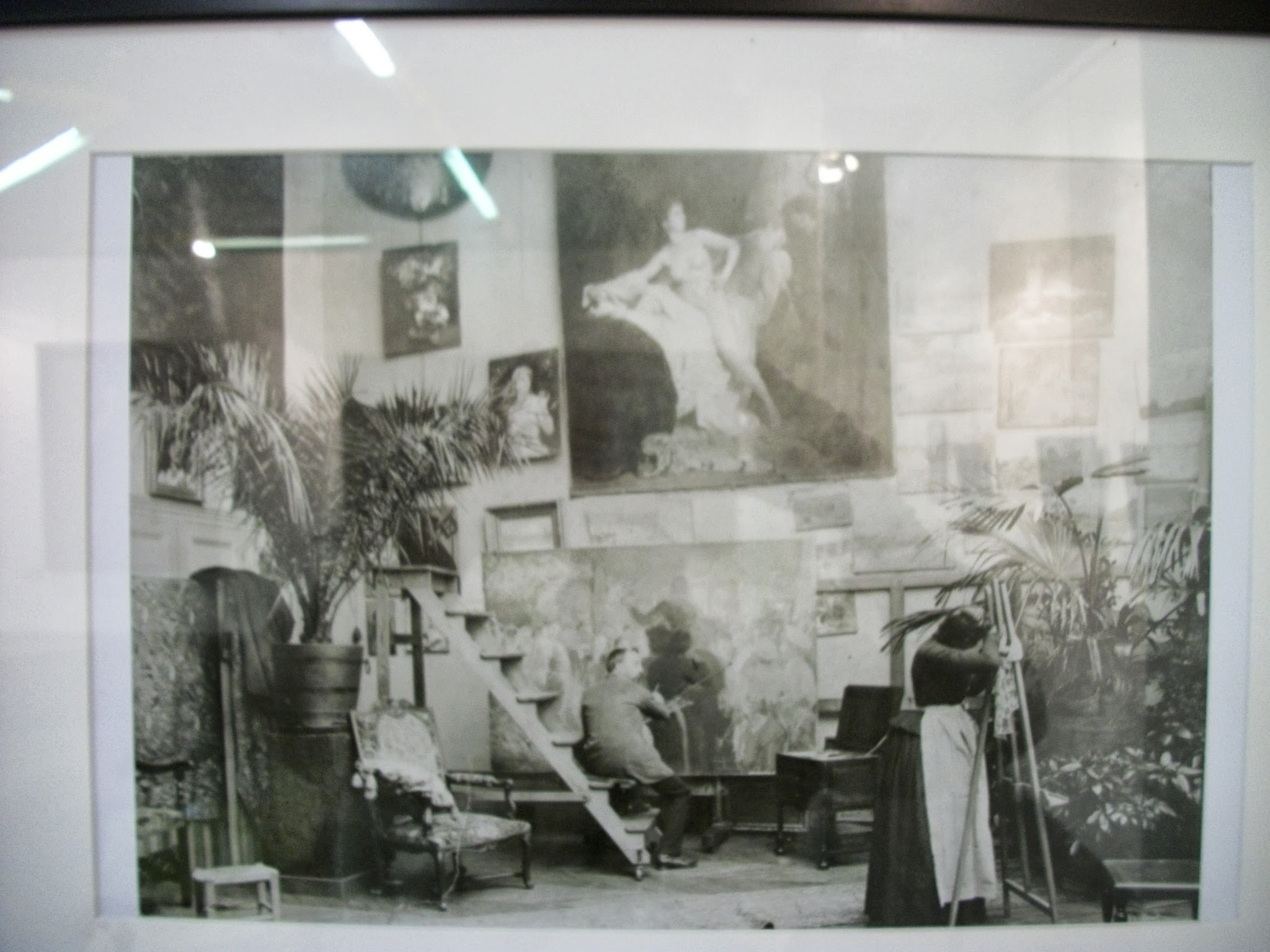
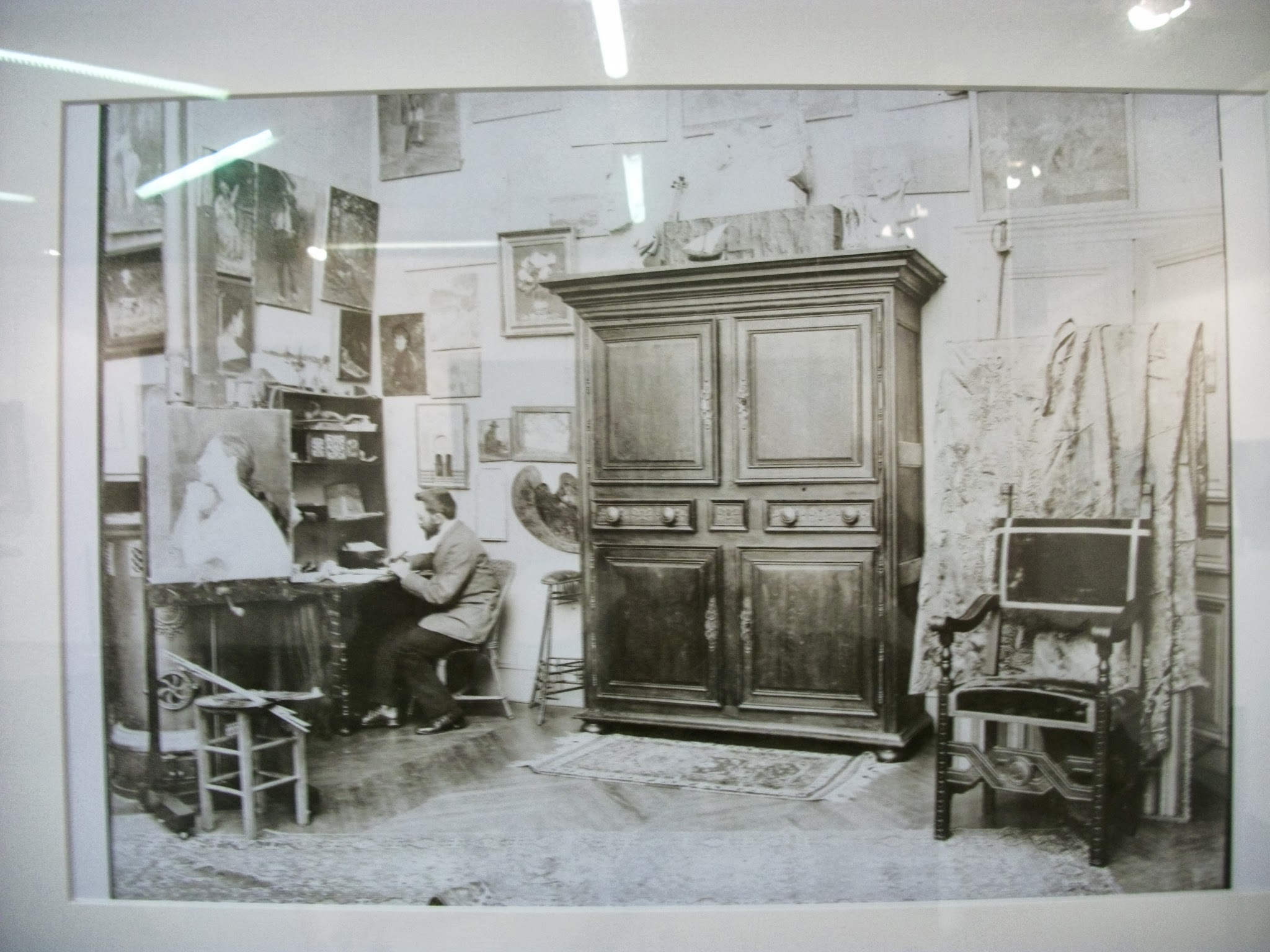
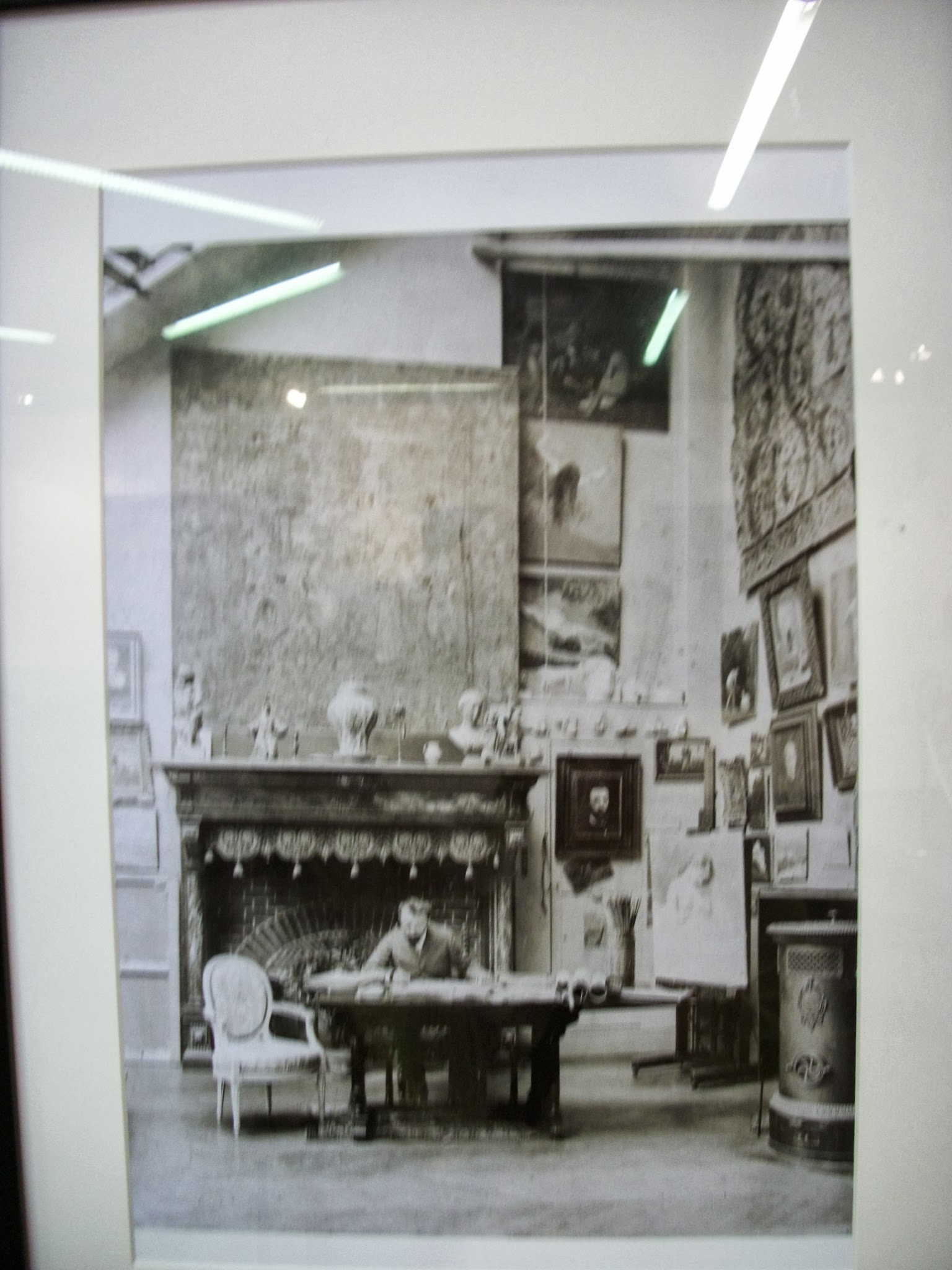